# نبض مدينة سول
نبض مدينة سول (بالكورية: 서울대작전)‏ هو فيلم أكشن كوري جنوبي، من بطولة يو آه إن، غو كيونغ بيو، لي كيو هيونغ، بارك جو هيون، أونغ سيونغ وو، كيم سونغ كيون، مون سو ري، وجونغ وونغ-ان. يعمل فريق متنوّع من السائقين والميكانيكيين سرًا لتفكيك شبكة غسيل أموال واسعة النطاق، خلال الأيام التي تسبق أولمبياد سول 1988. صدر على نتفليكس في 26 أغسطس 2022.

## مقدمة
في عام 1988، يتورط سائقو فريق سانجي سوبريم في تحقيق في عملية صندوق أموال طينية لكبار الشخصيات. في يوم حفل افتتاح أولمبياد سول 1988.

## طاقم

### رئيسي
- يو اهن-ان في دور دونغ-ووك، زعيم سانغ دونغ سوبريم، فريق تحقيق.[3]
- غو كيونغ-بيو في دور وو-سون، عضو فريق التحقيق وهو أيضًا دي جي.[4]
- لي كيو-هيونغ في دور بوك-نام، عضو فريق التحقيق الذي يتقن شوارع مدينة سيئول.[4]
- بارك جو هيون في دور يون-هي، الشقيقة الصغرى لـ دونغ-ووك وزعيمة أكبر نادي لراكبي الدراجات النارية في سول.[5]
- اونج سيونغ وو في دور جون-كي، عضو فريق التحقيق، هو أيضا بارع.

### طاقم
- كيم سونغ كيون في دورالمدير العام لي هيون كيونغ.[6]
- جونغ وونغ ان في منصب المدعي العام.[6]
- مون سو ري في دور الرئيسة كانغ إن سوك.[6]
- اوه سونغ سي في دور المحامي آهن.[6]
- كيم تشاي يون كسكرتيرة للرئيسة كانغ.[7]
- تشون سيك في دور التابع لجالتشي.[8]

### ظهور خاص
- سونغ مين هو[9]

- لي سي يونغ

## الإنتاج

### صناعة
في ديسمبر 2020، أعلن عن أن شركة الإنتاج ستوديو اندمارك تخطط لإنتاج الفيلم القادم نبض مدينة سول مع الممثلين يو آه إن وجو يون جونغ. انضمت كل من شركة MCMC و UAA في الإنتاج، وهو فيلم أصلي لصالح شبكة نتفليكس.

### طاقم
في يونيو 2021، أكد بدء الإنتاج مع طاقم الممثلين من يو آه إن، جو كيونغ بيو، بارك جو هيون، لي كيو هيونغ، أونغ سيونغ وو، كيم سونغ كيون، جونغ وونغ إن، مون سو ري، وسونغ مين هو.

### تصوير
بدأ التصوير في يوروانغ دونغ، جونغ سو، إنتشون، في أغسطس 2021. تم إيقاف التصوير مرتين في أغسطس ونوفمبر 2021 بسبب طاقم الفيلم واختبار COVID-19 الخاص بـ غو كيونغ بيو التي جاءت إيجابية، واستؤنفت التصوير في ديسمبر 2021.

### الإصدار
20 من يوليو 2022، كشفت نتفليكس عن أول ملصق تشويقي بجانب الإعلان عن تاريخ الإصدار. سيصدر الفيلم على نتفليكس في 26 أغسطس 2022.

## روابط خارجية
- نبض مدينة سول على موقع IMDb (الإنجليزية)
- نبض مدينة سول على موقع نتفليكس (الإنجليزية)
- نبض مدينة سول على موقع فيلمافينيتي (الإسبانية)
- نبض مدينة سول على موقع قاعدة بيانات الفيلم (الإنجليزية)
- نبض مدينة سول على موقع ليتربوكسد (الإنجليزية)
- نبض مدينة سول على هانسينما